# 歩兵第45連隊
歩兵第45連隊（ほへいだい45れんたい、歩兵第四十五聯隊）は、大日本帝国陸軍の連隊のひとつ。

## 沿革
- 1896年（明治29年） - 熊本城内にて連隊本部を設置
- 1897年（明治30年）3月 - 鹿児島市外の伊敷村に転営
- 1898年（明治31年）3月24日 - 軍旗拝受
- 1904年（明治37年） - 日露戦争に従軍
- 1914年（大正3年）1月12日 - 桜島の大正大噴火及び桜島地震が発生。歩兵第45連隊は照国神社に衛戍司令部を置き、混乱していた鹿児島市内の火災防止及び治安維持にあたった[1]。
- 1922年（大正11年） - 遼陽に駐屯
- 1924年（大正13年） - 帰還
- 1928年（昭和3年）4月 - 済南事件に2個大隊が出動
- 1931年（昭和6年）11月19日 - 陸軍特別大演習参加後の昭和天皇が練兵場に行幸[2]。
- 1933年（昭和8年） - 満州事変後に熱河作戦や長城作戦に参加し11月に帰還
- 1937年（昭和12年）

7月 - 盧溝橋事件の後に動員
8月 - 豊台に到着し永定橋で中国軍と交戦
10月 - 杭州湾作戦に参加
12月 - 南京攻略戦に参加
- 1938年（昭和13年）5月 - 徐州会戦に参加
- 1939年（昭和14年）

3月 - 南昌作戦
9月 - 贛湘作戦
- 1940年（昭和15年）5月 - 宜昌作戦
- 1941年（昭和16年）

1月 - 陸水作戦
9月 - 第一次長沙作戦
12月 - 第二次長沙作戦
- 1942年（昭和17年）

4月 -  浙贛作戦
ガダルカナル島救援のため第6師団が派遣されることとなるが、輸送船団がトラック島付近に来たところでガダルカナル撤退が決まり、急遽ブーゲンビル島に行くこととなる
- 1943年（昭和18年）

1月 - ブーゲンビル島エレベンタに上陸し、島の中部キエタに駐屯する
11月 - アメリカ軍はタロキナ岬に上陸、以後本連隊はタロキナをめぐる攻防戦を展開する
- 1944年（昭和19年）3月 - 第二次タロキナ作戦を実施するも壊滅する
- 1945年（昭和20年）

8月 - 終戦。最終的に帰還・復員できたのは六千余名のうち八百余名であった。

## 歴代連隊長
| 代 | 氏名       | 在任期間              | 備考                |
| -- | ---------- | --------------------- | ------------------- |
| 1  | 野島丹蔵   | 1896.9.25 - 1903.3.14 | 中佐、1899.12.大佐  |
| 2  | 太田栄次郎 | 1903.3.14 -           | 中佐、1903.12.大佐  |
| 3  | 吉岡竹次郎 | 1905.4.14 - 1909.9.3  | 中佐、1905.4.19大佐 |
| 4  | 山崎義重   | 1909.9.7 - 1913.8.22  |                     |
| 5  | 浜面又助   | 1913.8.22 - 1915.1.25 |                     |
| 6  | 高梨慶三郎 | 1915.1.25 -           |                     |
| 7  | 石川武文   | 1918.9.9 - 1922.8.15  |                     |
| 8  | 宮崎虎喜   | 1922.8.15 -           |                     |
| 9  | 末松茂治   | 1925.5.1 -            |                     |
| 10 | 末松俊造   | 1926.3.2 -            |                     |
| 11 | 深沢友彦   | 1929.8.1 -            |                     |
| 12 | 伊藤貞雄   | 1930.12.22 - 1932.8.8 |                     |
| 13 | 迎専八     | 1932.8.8 -            |                     |
| 14 | 伊藤精司   | 1933.8.1 -            |                     |
| 15 | 神田正種   | 1936.3.7 -            |                     |
| 16 | 竹下義晴   | 1937.10.27 -          |                     |
| 17 | 若松平治   | 1938.7.15 -           |                     |
| 18 | 池田純久   | 1939.8.1 -            |                     |
| 19 | 平岡力     | 1940.8.1 -            |                     |
| 20 | 真方勲     | 1942.11.18 -          |                     |
| 末 | 福永康夫   | 1945.4.27 -           |                     |